# Wildnisschule
Wildnisschulen vermitteln in Kursen oder Ausbildungslehrgängen Kenntnisse des Lebens und Überlebens im Einklang mit der Natur.

## Begriff
Der Begriff Wildnisschule (Wilderness-School) kommt ursprünglich aus Amerika. Die Wildnisschulen vermitteln die Urtechniken und das Urwissen alter Stämme und Naturvölker, deren Lebensweise, Kultur und Handwerk und das Wissen über die Wildnis. Ziel ist es, für das Leben und Überleben in und mit der Natur zu sensibilisieren und den Zugang zur Natur besser verständlich zu machen. Durch die in Amerika von Tom Brown Jr. gegründete Tracker-School wurde der Begriff Wildnisschule weltweit bekannt.
Auch durch dessen späteren Schüler Jon Young bekamen die Wildnisschulen einen erfahrenen Mentor.
Die Wildnisschulen sind freie Schulen. Es gibt keine einheitlich anerkannte und geregelte Ausbildung, wobei die Ausbildungsinhalte meist annähernd gleich aufgebaut sind.

## Methoden
In den Schulen werden die Techniken der Urvölker oder Stämme vermittelt, um den Menschen die Natur wieder näher zu bringen und fast vergessenes Wissen wieder zu reaktivieren. Mit Hilfe des Coyote-Teaching, einer Methode, das Wissen ganzheitlich zu vermitteln, so wie die Naturvölker es praktizieren, werden die Lerninhalte nicht nur über den Verstand, sondern auch über das Gefühl und die Instinkte aufgenommen und zusätzlich das Interesse an der Natur geweckt.
Das Natur Mentoring ist eine besondere Art, die Natur zu erkunden und neu zu entdecken. Es ist eine Hilfe beim sogenannten Natur-Defizit-Syndrom, das das Phänomen einer zunehmenden Entfremdung von der Natur bezeichnet. Es ist zudem ein Sammelbegriff für Defizite im Physischen, Psychischen und Spirituellen und zeigt im täglichen Leben eindeutige Mängel auf, die bei einer nicht verbundenen Gesellschaft existieren.
Natur Mentoring ist eine effektive und effiziente Art, um Verbindungen zur Natur herzustellen. Dabei werden durch verschiedenste Methoden und Übungen Routinen eingespielt, um Verbindungen zwischen Mensch und Natur zu stärken und zu erneuern.
Die Kurse können sich beispielsweise aus folgenden Lehreinheiten zusammensetzen:
Überlebenstechniken, Kräuter- und Heilpflanzenkunde, Pfeil und Bogenbau, Messerbau, Spurenlesen, Herstellen von Steinwerkzeugen, Naturschnur drehen, Töpfern, Sprache der Natur, Fallenbau, Wasserreinigung, Steinofenbau, Schnitzen, Gruppendynamik, Reflexion, Selbsterfahrung, Wahrnehmungs- und Sinnesübungen, Iglubau,  Orientierung, Erste Hilfe, Outdoortraining, Naturhandwerk, Korbflechten, Tarp spannen, Coaching-/Mentoring Methoden, Lederverarbeitung, Kochen am offenen Feuer, Naturkunde, Ökologie und Ökonomie.

## Anwendungsgebiete
Ein Kurs an einer Wildnisschule kann sowohl in der Kinder- und Jugend- als auch in der Erwachsenenbildung sinnvoll sein, um den Bezug zur Natur zu festigen, Prozesse in Gang zu setzen und ein neues Bewusstsein zur Umweltbildung zu gewinnen. Für Kinder sind Ferienlager, für feste Gruppen und Firmen sind Outdoortrainings empfehlenswert.
In Wildnisschulen arbeiten meist Wildnispädagogen, die wiederum auch in Waldkindergärten und als freiberuflich Arbeitende tätig sind.